# جامونا باروا
جامونا باروا (آسامی: যমুনা বৰুৱা؛ ۱۰ اکتبر ۱۹۱۹ – ۲۴ نوامبر ۲۰۰۵) بازیگر سینما اهل هند بود. وی بین سال‌های ۱۹۳۴ تا ۱۹۵۳ میلادی فعالیت می‌کرد.
وی همسر پراماتش باروا کارگردان هندی بود، وی پس از درگذشت همسرش از بازیگری کناره‌گیری کرد. باروا بازیگر دو فیلم دوداس (فیلم ۱۹۳۵) به زبان بنگالی و دوداس (فیلم ۱۹۳۶) به زبان هندی بوده است.